# Rietzakspin
De rietzakspin (Clubiona phragmitis) is een spinnensoort in de taxonomische indeling van de struikzakspinnen (Clubionidae).
Het dier komt uit het geslacht Clubiona. Clubiona phragmitis werd in 1843 beschreven door Carl Ludwig Koch.